# Enfrentamientos en Nassoumbou de 2016
Los enfrentamientos en Nassoumbou se desarrolló el 16 de diciembre de 2016, cuando varias docenas de hombres fuertemente armados atacaron un puesto de avanzada del ejército de Burkina Faso en Nassoumbou, provincia de Soum, a unos 30 kilómetros (18,6 M) de la frontera compartida con Malí, dejando al menos 12 soldados muertos y otros 2 desaparecidos.

## Descripción
El ataque, llevado a cabo por unos 40 hombres armados no identificados que viajaban en camionetas y armados con AK-47 y granadas propulsadas por cohetes, estaba dirigido a una base militar que resultó significativamente dañada en el asalto. Los soldados asesinados eran miembros de una unidad antiterrorista del ejército de élite.El ataque fue calificado de "asesino" por el presidente Roch Marc Christian Kaboré; este fue el segundo ataque directo contra el ejército de Burkina Faso desde que los agresores yihadistas aparecieron en el país a principios de 2015.